# Laneco suffuscus
Laneco suffuscus là một loài bướm đêm trong họ Geometridae.